# Campeonato Capixaba 2015
In 2015 werd het 99ste Campeonato Capixaba gespeeld voor voetbalclubs uit de Braziliaanse staat Espírito Santo. De competitie werd georganiseerd door de FES en werd gespeeld van 31 januari tot 13 juni. Rio Branco werd kampioen. 

## Eerste Toernooi

### Groep Noord
| Plaats | Club          | Wed. | W | G | V | Saldo | Ptn. |
| ------ | ------------- | ---- | - | - | - | ----- | ---- |
| 1.     | Rio Branco    | 8    | 7 | 0 | 1 | 15:9  | 21   |
| 2.     | Real Noroeste | 8    | 5 | 1 | 2 | 18:7  | 16   |
| 3.     | Linhares      | 8    | 3 | 0 | 5 | 14:13 | 9    |
| 4.     | Vitória       | 8    | 2 | 1 | 5 | 8:12  | 7    |
| 5.     | São Mateus    | 8    | 2 | 0 | 6 | 3:17  | 6    |

|  | Geplaatst voor tweede toernooi |
|  | Degradatietoernooi             |

### Groep Zuid
| Plaats | Club                | Wed. | W | G | V | Saldo | Ptn. |
| ------ | ------------------- | ---- | - | - | - | ----- | ---- |
| 1.     | Desportiva          | 8    | 4 | 1 | 3 | 11:10 | 13   |
| 2.     | Estrela do Norte    | 8    | 4 | 1 | 3 | 8:7   | 13   |
| 3.     | Atlético Itapemirim | 8    | 3 | 4 | 1 | 9:5   | 13   |
| 4.     | Castelo             | 8    | 3 | 3 | 2 | 6:6   | 12   |
| 5.     | Sport               | 8    | 1 | 1 | 6 | 10:16 | 4    |

|  | Geplaatst voor tweede toernooi |
|  | Degradatietoernooi             |

### Degradatietoernooi
| Plaats | Club       | Wed. | W | G | V | Saldo | Ptn. |
| ------ | ---------- | ---- | - | - | - | ----- | ---- |
| 1.     | São Mateus | 6    | 4 | 1 | 1 | 7:4   | 13   |
| 2.     | Sport      | 6    | 3 | 1 | 2 | 7:7   | 10   |
| 3.     | Castelo    | 6    | 2 | 2 | 2 | 7:6   | 8    |
| 4.     | Vitória    | 6    | 0 | 2 | 4 | 5:9   | 2    |

|  | Degradatie |

## Tweede toernooi
| Plaats | Club                | Wed. | W | G | V | Saldo | Ptn. |
| ------ | ------------------- | ---- | - | - | - | ----- | ---- |
| 1.     | Rio Branco          | 10   | 7 | 1 | 2 | 9:3   | 22   |
| 2.     | Desportiva          | 10   | 5 | 2 | 3 | 13:11 | 17   |
| 3.     | Real Noroeste       | 10   | 5 | 0 | 5 | 14:13 | 15   |
| 4.     | Estrela do Norte    | 10   | 3 | 3 | 4 | 12:11 | 12   |
| 5.     | Atlético Itapemirim | 10   | 3 | 1 | 6 | 10:15 | 10   |
| 6.     | Linhares            | 10   | 3 | 1 | 6 | 8:13  | 10   |

|  | Geplaatst voor finale |

### Finale
|            |            |       |            |  |
| 9 mei Heen | Desportiva | 0 – 1 | Rio Branco |  |
| 9 mei Heen |            |       |            |  |

|              |            |       |            |  |
| 16 mei Terug | Rio Branco | 1 – 1 | Desportiva |  |
| 16 mei Terug |            |       |            |  |

## Kampioen
| Campeonato Capixaba de 2015     |
| Espírito Santo                  |
| ------------------------------- |
| RIO BRANCO Kampioen (37° titel) |